# Behzat Ç. Bir Ankara Polisiyesi
Behzat Ç. Bir Ankara Polisiyesi et une série télévisée turque diffusée sur Star TV et Blu TV entre le 19 septembre 2010 et le 19 septembre 2019. Elle fait partie de la production Behzat Ç.

## Acteurs et personnages principaux
| Acteurs           | Personnages     | Saisons   | Saisons   | Saisons   | Saisons   | Notes |
| Acteurs           | Personnages     | Saison 1  | Saison 2  | Saison 3  | Saison 4  | Notes |
| ----------------- | --------------- | --------- | --------- | --------- | --------- | ----- |
| Erdal Beşikçioğlu | Behzat Ç.       | Principal | Principal | Principal | Principal |       |
| İnanç Konukçu     | Hayalet         | Principal | Principal | Principal | Principal |       |
| Berkan Şal        | Akbaba          | Principal | Principal | Principal | Principal |       |
| Canan Ergüder     | Esra Bulut      | Principal | Principal | Principal | Principal |       |
| Eray Eserol       | Tahsin Yılmaz   | Principal | Principal | Principal | Principal |       |
| Ege Aydan         | Şevket Ç.       | Principal | Principal | Principal | Principal |       |
| Ayça Eren         | Şule            | Principal | Principal | Principal | Principal |       |
| Nejat İşler       | Ercüment Çözer  | Principal | Principal | Principal | Principal |       |
| Güven Kıraç       | Memduh Başgan   | Principal | Principal | Principal | Principal |       |
| Fatih Artman      | Harun Sinanoğlu | Principal | Principal | Principal |           |       |
| Seda Bakan        | Eda Akkaya      | Principal | Principal | Principal |           |       |
| Berke Üzrek       | Cevdet          | Principal | Principal | Principal |           |       |

## Épisodes
| Saison   | Épisodes | Année     |
| -------- | -------- | --------- |
| Saison 1 | 1–38     | 2010–2011 |
| Saison 2 | 39–69    | 2011–2012 |
| Saison 3 | 70–96    | 2012–2013 |
| Saison 4 | 9        | 2019      |